# Ricardo Wullicher
Ricardo Wullicher (nascut el 21 de maig de 1948) és un director de cinema de l'Argentina. És conegut sobretot pel seu thriller de 1976 La casa de las sombras.
Wullicher va néixer a Buenos Aires. La seva pel·lícula de 1972 Quebracho explica la història de "La Forestal", una empresa anglesa que va extreure arbre de Quebracho entre 1900 i 1963 a la província del nord de Santa Fe. La fusta i el seu principal producte, el taní, van ser molt cobejades entre 1918 i 1945 i es van convertir en un punt central de lluites polítiques i socials relacionades amb l'evolució del sindicalisme, així com amb l'aparició de la Unió Cívica Radical i el peronisme. Es considera una pel·lícula icònica de la seva època, encara que ara una mica antiquada. El seu documental de 1978 Borges para millones, sobre l'escriptor Jorge Luis Borges, inclou una entrevista amb Borges i va fer representacions d'algunes de les seves obres.
Després del retorn al domini civil el 1983, el govern de Raúl Alfonsín va abolir la censura, posant Wullicher i Manuel Antín al capdavant de l'Institut Nacional de Cinema. El període que va seguir va veure un renaixement en el indústria cinematogràfica argentina.
La pel·lícula de 1995 de Wullicher La nave de los locos està ambientada en un petit poble de la Patagònia, on un cap indi maputxe incendia un complex turístic que està en construcció i es nega a defensar-se.
La història contrasta el seu enfocament d'esperar l'arribada d'ajuda des del vaixell dels ximples, una font tradicional de força que el va fer encendre el foc, i el de la seva advocada defensora designada, una dona blanca que argumenta que actua en legítima defensa. atès que les estructures comercials s'estaven construint als enterraments sagrats dels seus avantpassats.
El seu llibre Bahía mágica va ser el tema de la pel·lícula d'aventures d'animació del mateix nom estrenada el desembre de 2002.

## Filmografia
- 1972 Quebracho
- 1976 La casa de las sombras (Thriller)
- 1977 Saverio, el cruel
- 1978 Borges para millones (documental)
- 1981 De la misteriosa Buenos Aires (segment "Pulsera de los cascabeles, La")
- 1983 Mercedes Sosa: como un pájaro libre (documental)
- 1995 La nave de los locos
- 2010 Para todos los hombres y mujeres de buena voluntad (curtmetratge)